# Мексико
Вижте пояснителната страница за други значения на Мексико.
Мексико (официално Мексикански съединени щати, на испански: Estados Unidos Mexicanos) е суверенна държава, разположена в южната част на Северна Америка; неговата столица и най-населен град е Мексико. Политически това е представителна, демократична, федерална и светска република, съставена от 32 щата (31 щата и федералната столица).
Мексиканската територия има площ от 1 964 375 км², което я прави тринадесетата по големина държава в света и третата по големина в Латинска Америка. На север граничи със Съединените американски щати, чиято граница е 3155 км, докато на юг граничи с Гватемала, чиято граница е 958 км, и Белиз, с граница от 276 км. На запад граничи с Тихия океан, а на изток – с Мексиканския залив и Карибско море; границите с тези басейни възлизат на 9330 км, което я прави третата американска държава с най-дълга брегова линия.
Мексико е десетата най-многолюдна държава в света, с население от над 129 милиона души през 2020 година. Повечето от населението използва испанския като майчин език, който държавата признава за национален език заедно с 67 местни езика, въпреки че в страната се говорят около 287 езика. Тези цифри превръщат Мексико в държавата с най-голям брой говорещи на испански език като майчин, както и в седмата държава с най-голямо езиково разнообразие в света.
Човешкото присъствие в Мексико датира отпреди 30 000 години. В резултат на хилядолетно културно развитие на мексиканската територия се появяват мезоамериканските, аридоамериканските и оазисамериканските култури. Настоящата централна територия на Мексико е основната и най-голямата сцена на народа мексика и отчасти на народа на маите, две от най-важните цивилизации на Доколумбова Америка. В продължение на 300 години цялата настояща територия е част от вицекралството на Нова Испания, със столица Мексико, която е една от най-важните части на Испанската империя в Америка. След испанското управление, Нова Испания започва борбата за своята политическа независимост през 1810 г., чиято кулминация е през 1821 г. Впоследствие в продължение на почти век страната участва в поредица от вътрешни войни и чужди нашествия, които оказват отражение във всички области на мексиканския живот. През по-голямата част от 20-и век (главно втората трета) настъпва период на голям икономически растеж в рамките на политиката, доминирана от една-единствена политическа партия.
Според Световната организация по туризъм Мексико е основната туристическа дестинация в Латинска Америка и шестата най-посещавана в света. Това до голяма степен се дължи на 34-те културни или природни обекта, които се считат от ЮНЕСКО за обекти от световно наследство, и в този смисъл е първата държава на континента и шестата в света.
В макроикономически план по брутен вътрешен продукт (БВП) това е четиринадесетата световна икономика и единадесетата по паритет на покупателната способност (ПЧП); в регионален мащаб това е втората по големина икономика в Латинска Америка и четвъртата на континента. Според Доклада за човешко развитие на ООН за 2018 г. Мексико има висок индекс на човешко развитие от 0,774, класирайки се на 74-то място в света.
Мексико е и една от страните с най-голямо разнообразие от климатични условия в света, считана за една от 17-те държави с мегаразнообразие на планетата, дом на 10 – 12% от биологичното разнообразие в света и е дом на над 12 000 ендемични вида.

## География
Мексико се намира в южната част на континента Северна Америка, между 14° и 33° северна ширина и 86° и 119° западна дължина. Почти цялата територия на страната е разположена върху Северноамериканската плоча с малки части от полуостров Долна Калифорния върху Тихоокеанската плоча и плочата Кокос. Мексико е най-северната и трета по големина държава в Латинска Америка.

### Разположение и релеф
Мексико има площ 1 972 550 km², което поставя страната на 14-о място в света по този показател. Тази територия включва около 6000 km² острови в Тихия океан (включително отдалечения остров Гуадалупе и островите Ревияхихедо), Мексиканския залив, Карибско море и Калифорнийския залив. Общата дължина на бреговата линия е 9330 km. На север Мексико граничи със Съединените щати, като общата им граница е с дължина 3141 km. На югоизток границата с Гватемала е дълга 871 km, а тази с Белиз – 251 km.
Територията на Мексико се пресича от северозапад на югоизток от две успоредни планински вериги, Източна Сиера Мадре и Западна Сиера Мадре, част от преминаващата през цяла Северна Америка планинска система на Кордилерите. В южната част на страната от запад на изток преминава веригата, известна като Трансмексикански вулканичен пояс или Сиера Невада. Четвърта голяма планинска верига, Южна Сиера Мадре, е разположена край югозападното крайбрежие от Мичоакан до Оахака.
Ландшафтът е разнообразен, с високи скалисти планини, ниски прибрежни равнини, високи плата и пустини, но почти половината от територията е с надморска височина над 1600 m, главно в Централно и Северно Мексико. Най-високите върхове се намират в Трансмексиканския вулканичен пояс – Орисаба (5700 m), Попокатепетъл (5462 m), Истаксиуатъл (5286 m) и Невадо де Толука (4577 m). На високите плата между тези четири върха се намират три големи градски агломерации – на град Мексико, Толука и Пуебла.
Най-голямата река е Рио Гранде по границата със Съединените щати.

### Климат
Мексико се простира от двете страни на Северната тропична окръжност, но планинският релеф отслабва горещината и създава великолепно разнообразие на природата. В тази страна могат да се срещнат от океанското равнище до заледените планински върхове почти всички климатични пояси, съществуващи на земното кълбо, без екваториалния. Въпреки че се чувства морско влияние, голяма част от страната е изключително суха, особено северните райони. В южната част и на полуостров Юкатан валежите са значителни.
Самите мексиканци различават в своята страна четири основни климатични пояса: „гореща земя“, обхващаща крайбрежните низини, разположени южно от тропика, а така също и изложените към тях планински склонове до 1000 m височина, отличаваща се с влажен горещ климат и разкошна тропична растителност; между 800 – 1600 m височина е разположена „умерената земя“ със сравнително умерено топъл климат; от 1600 до 2500 m се простират земите на „студената земя“ с по-мек и значително по-здравословен климат; най-високите планински части попадат в „мразовитата земя“.
Територията на Мексико се разделя приблизително по паралела на 24° северна ширина на две основни климатични зони: на юг – влажна субекваториална, с постоянни високи температури, а на север – суха тропична с по-хладна зима. Големите разлики в надморската височина също допринасят за разнообразието на климата.
Южните области с надморска височина до 1000 m (полуостров Юкатан и крайбрежните низини) имат средна годишна температура между 24 и 28 °C. Температурите са високи през цялата година, като разликата между средната зимна и средната лятна стойност е едва 5 °C. Годишните валежи на някои места надхвърлят 2000 mm. През лятото и есента през голяма част от крайбрежните райони преминават силни тропически бури.
Ниските райони на север от двадесет и четвъртия паралел, макар и горещи и влажни през лятото, имат по-ниски средни годишни температури (20 – 24 °C), заради прохладните зимни нощи. Много от големите мексикански градове са разположени в долини в централната част на страната, които имат надморска височина над 2000 m. На нея се дължи относително умереният им климат със средни годишни температури около 16 – 18 °C и прохладни нощи през цялата година.
Много части на Мексико, особено на север, имат сух климат с нередовни валежи. В много градове на север, като Монтерей, Ермосильо и Мехикали, температурите надхвърлят 40 °C, а в пустинята Сонора – и 50 °C.

### Флора и фауна
В Мексико се срещат повече от 200 хиляди вида организми или 10 – 12% от световното биоразнообразие. Страната е на първо място в света по разнообразие на влечуги (707 вида), на второ – при бозайниците (438 вида) и на четвърто – при земноводните (290 вида) и растенията (26 хиляди вида).
Разнообразието на растителния и животинския свят е голямо и зависи от климата и топографията. Крайбрежните равнини са покрити с тропически дъждовни гори, които се сливат със субтропична и умерена растителност при по-високите плата. В северните щати расте суха степна растителност с преобладаване на пустинна флора. Дъбове и иглолистни дървета се срещат в горите по планинските склонове.
Сред дивите животни се срещат броненосци, тапири, опосуми, пуми, ягуари, мечки, няколко вида маймуни, елени, диви прасета. Срещат се отровни змии и вредни насекоми. В крайбрежните низини маларийните комари представляват проблем. Единствените останали на света морски слонове обитават остров Гуадалупе, западно от Долна Калифорния.
Около 2500 вида, срещащи се в Мексико, са защитени от местното законодателство. Около 170 000 km² от територията на страната са защитени територии, включително 34 резервата и 64 национални парка. Значителен проблем е обезлесяването с намаляване на горите от над 1 милион хектара годишно. По този показател през 2002 г. Мексико е на второ място в света след Бразилия.
Откриването на Америка дава на останалата част от света множество нови земеделски култури. Сред произлизащите от Мексико храни са шоколадът, авокадото, доматът, царевицата, ванилията, гуавата, чайотът, много зърнено-бобови култури и разновидности на лютата чушка.

## История

### Предколумбов период
Дълго време се смята, че първите хора се появяват в Централна Америка преди около 40 хиляди години, но съвременните изследвания опровергават тази хипотеза. Сред най-старите потвърдени човешки находки в региона са остатъци от лагерен огън на възраст 21 хиляди години. Предполага се, че първите заселници в Северна Америка идват от Азия, като пресичат заледения по онова време Берингов проток и се разселват на юг. Около 7 хиляди години преди новата ера в днешните земи на Мексико хората започват да отглеждат царевица, която скоро се превръща в най-важна земеделска култура.
Близо 1500 години преди новата ера в Мексико се появяват и първите общности, които се препитават предимно със земеделие, поставяйки началото на новокаменната епоха. Хората овладяват нови техники за повишаване на земеделските добиви, включително и терасиране на земята по склоновете на хълмистите райони и създаване на изкуствено напоявани зеленчукови градини, наричани чинампас. С течение на времето важно значение в обществената им структура придобива жреческото съсловие. Първата градска цивилизация в земите на Мексико е тази на олмеките, които населяват земите на днешните щати Табаско и Веракрус. Средище на олмекската цивилизация е град Ла Вента, издигнат в тресавищата на Табаско. Около средата на първото хилядолетие преди новата ера цивилизацията на олмеките изчезва, като причините за това остават неизяснени.
В началото на нашата ера в северозападната част на Централна Америка възниква културата на племената маи, като центърът ѝ се премества към 10-и век на полуостров Юкатан, където са изградени градове-държави, достигнали висока степен на развитие – Бонампак, Чичен Ица, Тикал, Копан, Ушмал, Маяпан, Паленке. В южната част на днешно Мексико се развива културата на сапотеките (град Монте Албан), на миштеките (град Митла). От културата на тотонаките са запазени религиозни и културни центрове и градове в Централно Мексико – Теотихуакан, Тахин.
През втората половина на първото хилядолетие с най-висока степен на развитие се характеризира цивилизацията на толтеките (градовете Чолула и Толян), оставили много градове с геометрична планировка с монументални съоръжения, пирамидални храмове, площадки за ритуални игри и здания с лъжливи сводове и арки с плоскорелефни украси, скулптури и стели, пластика и стенописи, в които изображения от пантеона на древномексиканските религии се обединяват със символични мотиви с антропоморфни изображения и фантастични образи. Дребната пластика от теракота и изделията от полускъпоценни камъни са достигнали съвършенство. Тяхната цивилизация е унищожена от войнствените племена нахуатъл, сред които са и ацтеките, основали град Теночтитлан и подчинили на властта си Централно Мексико през 15-и век.
През 1519 г. в земите на днешно Мексико навлиза малък отряд испански конкистадори, воден от Ернан Кортес. Две години по-късно, в съюз с тлакскалтеките, той превзема Теночтитлан и унищожава ацтекската империя. През 1535 г. е основано вицекралството Нова Испания, което се превръща в най-важната испанска колония в Новия свят.

### Колониален период и XIX век
След завладяването на Мексико испанците се превръщат в елита на новото колониално общество. В продължение на три века страната е източник на материални ресурси за метрополията. С времето се задълбочава напрежението между местния креолски елит и испанската държава, често представлявана от родени в Испания висши чиновници. Окупирането на Испания от французите в хода на Полуостровната война и смяната на управляващата династия по време на Наполеоновите войни не е признато в много части на Латинска Америка и става повод за обявяването на независимостта на Нова Испания от свещеника Мигел Идалго и Костиля.
Мексиканската война за независимост продължава до 1821 г. и завършва със създаването на независимо Мексико, включващо освен съвременната територия на страната, също така и обширни области, завладени по-късно от Съединените щати. През 1823 г. Мексико става република, а през 1829 г. е премахнато робството. Следващите няколко десетилетия са свързани с ожесточени борби между либерали (федералисти) и консерватори (унитаристи), които неколкократно преминават в граждански войни. Най-влиятелната фигура през този период е консерваторът генерал Антонио Лопес де Санта Ана, който седем пъти заема поста президент. Възползвайки се от нестабилността, през 1836 г. Тексас се обявява за независима република, която през 1846 г. е анексирана от Съединените щати. В последвалата Мексиканско-американска война от 1846 – 1848 г. Мексико претърпява поражение и губи 1/3 от територията си с т.нар. мексиканска цесия.
Падането на генерал Санта Ана през 1855 г. поставя началото на период, известен като Ла Реформа. Той е свързан с прокарването на поредица либерални и антиклерикални закони, които предизвикват силна съпротива сред консервативните кръгове. В Реформистката война от 1857 – 1861 г. либералите надделяват, като властта е поета от тяхното радикалното крило, начело с Бенито Хуарес. Фалитът на изтощеното от гражданските войни мексиканско правителство става повод за френска интервенция в Мексико и неуспешен опит за установяване на монархия начело с Максимилиан I Хабсбургски. Републиката е възстановена след нова гражданска война, завършила през 1867 г.
В средата на 70-те години започва период от историята на Мексико, известен като Порфириато – режим на авторитарна фасадна демокрация, начело с Порфирио Диас, републикански генерал, воювал срещу французите, който е президент от 1876 до 1911 г. (с прекъсване от един мандат през 1880 – 1884, когато президент е близък негов съратник). Управлението на Диас е свързано със значителен икономически и културен напредък. Страната бързо се индустриализира, изгражда се железопътна мрежа, започва разработването на петролните залежи. В същото време нарастват напреженията между различни обществени групи, а политическата опозиция е грубо потискана.

### Мексико от края на 19-и век насам

#### Революцията от 1910
Поредните изборни измами на управляващия режим през 1910 г. предизвикват началото на Мексиканската революция. На следващата година Диас е принуден да се оттегли и да напусне страната, след което за президент е избран водачът на революцията Франсиско Мадеро. Той е свален през 1913 г. с военен преврат, подкрепен неофициално от правителството на САЩ. През 1910 мексиканските селяни, предвождани от Емиляно Сапата на юг и Панчо Виля (Хосе Доротео Аранго Арамула) на север, се вдигат на бунт срещу обсаденото правителство на президента Порфирио Диас, който въпреки обещание от мексиканската конституция избори – отказва да освободи властта повече от две десетилетия. През 1911 г. Диас бяга от страната, която е обхваната от кръвопролития и анархия. Съпернически групировки сеят опустошения до 1917 г., когато конституцията от 1857 г. е преработена и са проведени общи избори.

#### Бурните 1920-те
С времето най-голямо влияние придобива конституционната армия, водена от Венустиано Каранса, привържениците на която налагат новата мексиканска конституция от 1917 г. След убийството на Каранса през 1920 г. начело на конституционалистите застава Алваро Обрегон, а след като и той е убит през 1928 г. – Плутарко Елиас Кайес. В края на 20-те години те успяват да установят контрол над цялата страна. През 1929 г. е основана Национална революционна партия, по-късно преименувана на Институционна революционна партия (ИРП), която е водещата партия в страната до края на века.

#### Национализации и леви уклони
В края на 30-те години социалистическото правителство на Ласаро Карденас национализира железниците и нефтодобива, дотогава собственост на чужди компании, но като компенсация е принудено да поеме значителен външен дълг.
Страната участва във Втората световна война на страната на Съюзниците, изпращайки една въздушна ескадрила в Югоизточна Азия. Нарасналото търсене на нефт по време на войната и отказът от социалистическите експерименти стават основата на период на значителен икономически растеж, продължил до края на 70-те години и наричан от някои историци Мексиканското чудо.

#### Социални напрежения
В същото време нарастващото население предизвиква все по-силни социални напрежения, а управлението на ИРП става все по-авторитарно. Така например при погрома в Тлателолко през 1968 г. са разпръснати опозиционни протести, като са убити от няколко десетки до няколкостотин студенти. Въпреки това едва след 1970 г. Мексико постепенно тръгва към реформи и променя вътрешната и външната си политика.

#### Нов ляв завой през 1970-те
Реформите на 1970-те във вътрешно политически план смесват планови и пазарни методи за управление на икономиката като по този начин новият президент Луис Ечеверия Алварес избран през 1970 г. иска да се доближи до Източна Европа и социалистическите държави. Този курс на външна политика се усилва през 1973 – 1974 г., когато Ечеверия е първият мексикански президент, посетил Съветския съюз. Там той декларира новите социалистически цели на мексиканската политика. На базата на това по време на посещението в Москва са подписани няколко външнополитически и търговски договора, с които Съветският съюз започва да внася в Мексико свои машини и оборудване за развитие на икономиките на двете държави. Кулминацията на Източния курс на Мексиканската политика е приемането на Мексико за асоцииран член на Съвета за икономическа взаимопомощ през август 1975 г.

#### Затвърдяване на левия курс
По-късно, през 1977 г. при президента Хосе Лопес Портийо Мексико открито се обявява и за по-голям дял на национализация на индустрията. В международен план Лопес Портийо и неговата политика подкрепят съветските инициативи, а Мексико се обявява против бойкота на олимпиадата в Москва през 1980 г., обявен от президента на САЩ Джими Картър и против подписването на сепаративното споразумение в Кемп Дейвид от Египет и Израел през 1979 г.
През 1978 г. Хосе Лопес Портийо посещава Съветския съюз и България и е посрещнат грандиозно от Леонид Брежнев, където Портийо се изказва и на сесията на СИВ. В България подобен прием е показан и от Тодор Живков. В България малко по-късно гостува и съпругата на Лопес Портийо. След тези визити просъветската политика на Мексико се засилва и през 1979 г. Мексико официално подкрепя съветското навлизане в Афганистан. Въпреки недоволството на частния бизнес, мексиканката вътрешна политика постепенно национализира индустрията, но при напускането на поста си през 1982 г. Лопес Портийо оставя държавния бюджет в кризисно състояние. Независимо от това мексиканските граждани гласуват с пълна подкрепа в президентските избори за кандидата на ИРП Мигел де ла Мадрид.

#### Администрация на Мигел де ла Мадрид
Де ла Мадрид е привърженик на курса на предшествениците си за национализация на индустрията и просъветска политика в международен план. През 1983 – 1984 г. са национализирани частните банки, което води до остра реакция на САЩ и Роналд Рейгън. Де ла Мадрид е принуден да предприеме външнополитически ходове за политическа и финансова подкрепа от социалистическите държави, най-вече от Съветския съюз и България. Той се обръща и към СИВ, пред която де ла Мадрид се изразява против „финансовия натиск на САЩ и големите международни банки кредиторки“. Съветският съюз и СИВ подпомагат Мексико, но и по тяхна препоръка и по съвет на Международния валутен фонд президентът де ла Мадрид налага съкращения в държавния апарат, заявявайки, че по този начин се съобразява с дадените съвети. Спадът на цените на петрола в началото на 80-те години слага край на продължителния период на стопанския растеж на Мексико. През 1982 г. държавата прекратява плащанията по външния си дълг и инфлацията бързо нараства. Притисната от ситуацията, управляващата партия е принудена да предприеме известни стъпки за либерализиране на политическия режим. При всичките тези политически проблеми и икономическа криза, на 19 септември 1985 г. Мексико претърпява катастрофално земетресение с епиценър в щата Мичоакан.

#### 1990-те и смяна на политическатапартия-водач
През 1988 г. Мексико вижда първите демократични избори от своето съществуване като държава. За първи път кандидатът на управляващата партия се сблъсква с активна опозиция от още две политически партии. Изборите са опозорени от две скандални изключвания на компютрите на изборната комисия  и гласуваното в мексиканския конгрес да се изгорят хартиените изборни бюлетини под съмнение . В централномексиканския щат Мичоакан триумфира левият кандидат на Партията на демократичната революция (ПРД) и внук на бившия президент Ласаро Карденас, Куактемок Карденас. В тихоокеанския щат Синалоа и околностите кандидатът на Партидо Аксион Насионал (Партия за национално действие). Независимо от конкуренцията, Салинас, макар и със съмнения за изборна измама, печели изборите и започва политика на икономическа реформа. По време на неговия мандат се сключва търговското споразумение НАФТА и намалява броят на държавните предприятия от 600 през 1988 до 250 през 1994 г. Правителството на Салинас отменя антиклерикалните закони от Законите на Реформата. През 1994 г. опитите на правителството на Карлос Салинас да поддържа завишен валутен курс довежда до нов мораториум върху външния дълг. Кризата е преодоляна сравнително бързо с помощта на значителен държавен заем от Съединените щати, гарантиран с приходите на нефтодобива, но ИРП е принудена да се откаже от монопола си върху властта. През 2000 г. за президент е избран Висенте Фокс, първият държавен глава от друга партия от времето на гражданската война.

#### Мексико през 21-ви век
- С подписването през 2005 г. на Споразумението за сигурност и просперитет в Северна Америка се засилват за пореден път връзките с Канада и САЩ. Стопанството на Мексико влиза в клуба на трилионерите[31]. Икономиката се интензифицира и се строят много автомобилни и други заводи, особено в пограничните щати [32].
- В политически план, през 2006 г. ИПР за пръв път се класира трета на националните избори, следвайки ПАН и ПРД. Само със 121 места в Конгреса и 38 в Сената, на национално ниво ИПР изглежда като губеща сила, но на местно ниво, по-голямата част от мексиканските щати се управляват от лица на ИРП.
- Първото десетилетие на 21-ви век е отбелязано от насилие, свързано с контрабандата на наркотици. Само през 2007 г. 31 журналисти са убити от наркотрафикантите. Престъпните групи не се поколебават да атакуват общественици, журналисти и местни лидери. На 16 – 17 април 2009 г. Барак Обама посещава Мексико сити, като в дневния ред са били въпроси по контрабандата на наркотици и нелегалната имиграция[33]. Независимо от приятелското отношение към Обама, след период на охладено отношение към предшественика му, Буш, по време на посещението на Обама, елитният квартал Поланко е блокиран от специални части и при засилени мерки за сигурност[34]. Между 2006 и 2011 във времето на администрацията на Фелипе Калдерон, около 35 хиляди души са били убити от престъпни групи, като 15 хиляди само през 2010 г.[35].
- През същата година Обама посещава Срещата на лидерите на Северна Америка в Гуадалахара под домакинството на Фелипе Калдерон.
- Нов проект по тихоокеанското крайбрежие на Мексико предвижда построяването на огромен пристанищен комплекс при Пунта Колонет с амбициите да надмине товарооборота на Лонг Бийч в Южна Калифорния. Наддаването на предприемачите е за 5-милиардната (в щатски долари) оферта на мексиканското правителство, която сума да включва строеж на пристанище и железопътна връзка[36] с щатския Среден запад и дори Чикаго. Проектът се очаква да създаде близо 80 хиляди работни места и да намали ангажираността на Лонг Бийч. Проектът се очаква да бъде завършен през 2012 – 2014 г.[37]

## Държавно устройство
Мексико е федерация, в чийто състав влизат 31 щата и един столичен федерален окръг. По силата на конституцията от 1917 г. по форма на управление страната е президентска република.
Законодателната власт е в ръцете на двукамерен Национален конгрес: Сенат от 128 души, избирани за 6 г. и Камара на депутатите от 500 депутати, избирани за 3 г.
Глава на правителството и на държавата е президентът, избиран за 6-годишен мандат. Няма право да бъде преизбиран. Предоставена му е законодателна инициатива. Чрез дадените му права президентът има възможност да реализира намеса във вътрешните дела на отделните щати.

### Правна система
Като цяло правната система на Мексико се отнася към романо-германското правно семейство. Основен правен източник на мексиканското право е конституцията от 1917 г. – първата конституция в Латинска Америка. Тя обаче не се отличава с изключителна стабилност – от момента на приемането ѝ в нея са направени няколкостотин поправки.
През 90-те години на 20-и век се хармонизира търговското законодателство на Мексико, САЩ и Канада, интеграцията между които става все по-силна.

## Административно деление
Мексико е разделено на 31 щата и 1 федерален окръг. Счита се, че Федералният окръг и Мексико Сити представляват една и съща административна единица.

### Щати
| А – К                   | М – С               | T – Ю                     |
| ----------------------- | ------------------- | ------------------------- |
| 1. Агуаскалиентес       | 12. Мексико         | 23. Тамаулипас            |
| 2. Веракрус             | 13. Мичоакан        | 24. Табаско               |
| 3. Гереро               | 14. Морелос         | 25. Тласкала              |
| 4. Гуанахуато           | 15. Наярит          | 26. Федерален окръг       |
| 5. Долна Калифорния     | 16. Нуево Леон      | 27. Халиско               |
| 6. Дуранго              | 17. Оахака          | 28. Чиапас                |
| 7. Идалго               | 18. Пуебла          | 29. Чиуауа                |
| 8. Керетаро             | 19. Сакатекас       | 30. Южна Долна Калифорния |
| 9. Кинтана Роо          | 20. Сан Луис Потоси | 31. Юкатан                |
| 10. Коауила де Сарагоса | 21. Синалоа         |                           |
| 11. Колима              | 22. Сонора          |                           |

### По-големи градове
| Алварадо     | Мексико            | Парал             |
| Гуадалахара  | Матаморос          | Пуебла            |
| Коацакоалкос | Монтерей           | Сан Пабло Гелатао |
| Куернавака   | Оахака де Хуарес   | Тихуана           |
| Леон         | Парас де ла Фуенте | Тлакоталпан       |

### Малките градове
Малките градове  носят характерните черти на испанския колониален стил – правоъгълна мрежа от улици около център с богато украсени кметство, катедрала и павилион за неделния оркестър както и други правителствени сгради. Еднаквите жилищни квартали се състоят от предимно 1- и 2-етажни сгради испански тип, с вътрешен двор (патио), заобиколен от галерия. В зависимост от епохата на изграждане на сградите, те имат крепостен облик, независимо от изобилието на декоративни портали и прозорци с богата украса, в която се смесват мотиви на готика, платереско, по-късно барок, класицизъм и съчетани с индиански мотиви. Тук се формира и една от ранните школи на функционализма. Характерна черта на съвременната мексиканска архитектура е майсторска планировка, използване на различни нива на релефа, съчетание на изкуствени и естествени материали и най-вече широко използване на синтеза на архитектура и монументално-декоративно изкуство (стенописите на Ривера, Сикейрос и Ороско).

### Известни курорти
- Куророртни центрове на тихоокеанското крайбрежие са Акапулко, Пуерто Ваярта, Кабо Сан Лукас, Масатлан, Сихуатенехо, Пуерто Ескондидо и други.

- На Карибско море най-известни са курортите Канкун, Косумел, Плая дел Кармен, Островът на Жените (Исла Мухерес) и др.

#### Тихоокеански
- Името на курорта Акапулко придобива световна известност като любимо място на холивудските кинозвезди през 1940-те, с нощния си живот и удобни плажове. В северната част на Акапулко се намира Ла Кебрада – високата 35 m скала, известна със скоковете от върха в океана, дълбок в основата на скалата от 2 до 6 m[40]. Наблизо, по река Папагайо, са снимани част от филмите за Джон Рамбо.

- По̀ на север от Акапулко са курортите Икстапа и Сихуатенехо с 340 слънчеви дни в годината. Икстапа е свръхмодерен, луксозен курорт. Сихуатанехо съчетава удобствата със запазения облик на малко рибарско селище.
- Мансанийо в щата Колима е много стар мексикански град, основан в началото на испанската колонизация. До 1950-те е бил глухо рибарско градче, но днес е посещавано от много туристи, благодарение на развитата туристическа дейност.

- На север от Мансанийо е малкият курорт Пуерто Лас Адас (на испански Puerto Las Hadas, Пристанище Феите) се характеризира с максимално използване на особеностите на терена и с използване на естествени материали – скали и цели дървета, включени в архитектурния ансамбъл. Сградите са бели и напомнят мавритански стил.

- Пуерто Ваярта комбинира супер лукс със селска атмосфера на фона на планината Сиера Мадре покрай залива Бахия де Бандерас. Най-добрият сезон тук е от декември до април.
- Още по̀ на север, на входа на Калифорнийския залив, се намира първият тихоокеански курортен град на Мексико – Масатлан. Това е сравнително нов град, името му идва от ацтекското Масатл (елен) и означава място на елените. Известен е с бирената си фабрика „Пасифико“, трите острова в залива срещу града и най-високия фар на тихоокеанското крайбрежие – издигнат върху естествен хълм (Ел Фаро).
- От другата страна на залива е курортът Кабо Сан Лукас – любимо място с игрищата си за голф и спортния риболов. Покрай Кабо Сан Лукас е сниман филмът Троя (2004), с Брад Пит[41].

#### Карибски
Повечето мексикански курорти на Карибско море са на полуостров Юкатан в щата Кинтана Ро. Зоната се нарича Ривиера Мая. Съчетава археологически комплекси, курорти, скуба, антропологични интереси и мек постоянен климат.
- Канкун е перлата на мексиканското хотелиерство и желана дестинация на международни туристи. На езика мая името Канкун не е особено привлекателно – означава „гнездо на змии“[42]. Курортът е създаден през 1974 г. и за няколко години се трансформира и надминава славата на Акапулко. На 3 февруари 2007 г. Световната организация по туризъм (към ООН) награждава комплекса с премията „Най-добрият сред най-добрите.“ Средната годишна температура е 25,5 С°, дъждовният сезон започва в средата на юни и продължава до октомври, като най-свирепите урагани и валежи са към септември и октомври.
- Исла Мухерес е старо селище, открито от Кортес през 1517 г. Било е посветено на богинята на луната на маите Ихчел. Намира се само на 13 km от Канкун и се радва на същия туристически интерес.
- Косумел (Козумел) е остров от източната страна на полуостров Юкатан, трети по големина мексикански остров и най-големият на атлантическата страна на Мексико. Най-големият му град е Сан Мигел. През 1960 г. Жак Кусто показва на света красотата на местните коралови рифове и започва туристическата слава на острова като едно от любими места за гмуркане (скуба).

## Население
По данни от 2011 г. в Мексико живеят 114 793 300 души.
Расов състав:
- 70% – метиси
- 9 – 17% – бели
- 12% – индианци

Населението е главно от смесен индианско-испански произход (метиси) – 87,6%, индианци (56 етноса) – 11,7% (от тях испаноезични – 57,2%, ацтеки – 11,7%, маи – 6,5%, сапотеки – 3,6%, отоми – 2,9%, миштеки – 2,5%, други -15,6%), други – 0,7%.
Конфесионалният състав е предимно християни – 95,6% (от тях католици 94,4% и протестанти 5,6%), други – 4,4%. Извън страната живеят над 12 млн. мексиканци (основно в САЩ). Градското население е 78%.
Гъстотата е 54 д./km² Естественият прираст е 28. Средната продължителност на живота за мъжете е 70 г., а за жените – 76 г.
По данни на „The world factbook“ 86,1% от населението на Мексико е грамотно – може да чете и пише. По данни от 2005 г. разходите, които правителството прави за образователната система, са 5,5% от БВП на страната.

### Езици в Мексико
Официалният език е испански, употребяват се и редица местни езици и наречия, като мексиканския диалект на испанския, ацтекски, мая и други.

## Икономика
Мексико притежава стабилна свободна пазарна икономика, за която е характерна смесица от остаряла и модерна индустрия, както и селско стопанство. Страната е с една от най-отворените икономики в света – подписани са 12 споразумения за свободна търговия с над 40 държави от целия свят.
През последните години е налице ускорена приватизация на публичния сектор – летища, пътища, пристанища, производство на електроенергия. За да бъде постигнат траен висок икономически растеж е необходима по-нататъшна модернизация в индустриалния сектор, подобряване на инфраструктурата, либерализация на пазара на труда.
Брутният вътрешен продукт на глава от населението за 2010 г. е 12 400 щатски долара.
Страната е богата на природни ресурси: нефт, природен газ, сребро, злато, олово, цинк, кадмий, живак, дървесина.

## Въоръжени сили
Военните сили на Мексико се разпределят в следните класове:
- Секретариат на националната отбрана (Secretaria de Defensa Nacional, Sedena): Армия (Ejercito, тук спадат и мексиканските военновъздушни сили (Fuerza Aerea Mexicana, FAM));
- Секретариат на военноморските сили (Secretaria de Marina, Semar): Мексикански военноморски сили (Armada de Mexico, ARM, тук спадат военноморски и военновъздушните морски сили и военноморската пехота).
Военната служба в Мексико е задължителна. Възрастовата граница за постъпване в нея е 18 години, като продължителността е 12 месеца. Допуска се доброволно постъпване в армията и на шестнадесетгодишни младежи, но след съгласието на родителите им. Жените също имат право на доброволна военна служба.
Разходите, които правителството на Мексико прави за военните си сили, е 0,5% от БВП (данните са за 2006 г.)

## Комуникации
През 2008 г. телефонните линии в Мексико са 20 667 000. По този показател страната е в топ 20 в света. Значително по-разпространени са мобилните телефони, които наброяват 79 400 000 (по данни за 2009 г.).
Телевизиите в страната са много на брой, като са регистрирани над 1400 радиостанции, повечето от които са местни.

## Дипломация
Република България има посолство в Мексико, но в България няма мексиканско посолство, само консулство (почетен консул на Мексико в България е г-н Пенчо Ралчев). Акредитирано в Република България е посолството на Мексиканските съединени щати в Унгария. Най-близките посолства на Мексико са в Букурещ и Атина.